# Захаровское сельское поселение (Котельниковский район)
Заха́ровское се́льское поселе́ние — муниципальное образование в составе Котельниковского района Волгоградской области.
Административный центр — хутор Захаров.

## История
Захаровское сельское поселение образовано 14 марта 2005 года в соответствии с Законом Волгоградской области № 1028-ОД.

## Население
| 2010 | 2012 | 2013 | 2014 | 2015 | 2016 | 2017 |
| ---- | ---- | ---- | ---- | ---- | ---- | ---- |
| 656  | →656 | ↘640 | ↘634 | ↗640 | ↘628 | ↗635 |
| 2018 | 2019 | 2020 | 2021 |      |      |      |
| ↘620 | ↗621 | ↘607 | ↘583 |      |      |      |

## Состав сельского поселения
| № | Населённый пункт | Тип населённого пункта        | Население |
| - | ---------------- | ----------------------------- | --------- |
| 1 | Захаров          | хутор, административный центр | ↗489      |
| 2 | Сафронов         | хутор                         | 167       |